# Charlie Be Quiet!
Charlie Be Quiet! è un singolo promozionale del cantante statunitense Charlie Puth, pubblicato il 30 settembre 2022 e incluso nel terzo album in studio Charlie.

## Descrizione
Il brano segue il leitmotiv dell'album come i singoli precedenti, ovvero la fine di una relazione e le relative conseguenze. La base strumentale è stata descritta come "veloce", con la forte presenza di chitarra elettrica e percussioni. Nonostante nel titolo l'artista si ripeta di restare in silenzio, il ritornello della traccia è molto forte e movimentato, con il falsetto di Puth ad accompagnarne la melodia.